# Tit Crispí
Tit Crispí (en llatí Titus Crispinus) va ser un magistrat romà del segle i aC.
Va ser qüestor l'any 69 aC. És mencionat per Ciceró a Pro Fonteio. Segurament va exercir altres magistratures però es desconeix la data.